# ЗІС-30
ЗІС-30 (57-мм гармата ПТГ) — радянська легка протитанкова САУ відкритого типу. Створена колективом розробників заводу № 92 під керівництвом П. Ф. Муравйова. Машини цієї марки серійно випускались на артилерійському заводі № 92 в другій половині 1941 року шляхом відкритого встановлення протитанкової гармати ЗІС-2 на артилерійському тягачеві Т-20 «Комсомолець». Всього було випущено близько 100 самохідок ЗІС-30, які брали участь в боях 1941—1942 рр. та були позитивно оцінені військами через ефективність гармати ЗІС-2. Але через малочисельність, поломки і бойові втрати вони не справили значного впливу на хід війни.

## Історія створення
Перші ж тижні війни виявили величезну потребу Червоної Армії в мобільній протитанковій і зенітній самохідності. Тому вже 1 липня 1941 року Народний комісар озброєння Ванников підписав наказ наступного змісту: «Зважаючи на гостру необхідність протитанкових і зенітних самохідних артзасобів і зважаючи на відсутність спеціальної бази для них наказую:
1. Заводу № 4 розробити і виготовити 37-мм зенітну гармату на самохідному шасі;
2. Заводу № 8 розробити і виготовити 85-мм зенітну і протитанкову гармати на самохідному шасі;
3. Заводу № 92 розробити і виготовити 57-мм протитанкову гармату на самохідному шасі.
При проектуванні установок орієнтуватися на широко освоєні промисловістю і вживані в артилерії вантажні автомашини підвищеної прохідності або гусеничні трактори. Протитанкові гармати повинні мати до того ж броньовану кабіну. Проекти самохідних установок мають бути представлені на розгляд 15 липня 1941 року».
Відповідно до цього наказу на заводі № 92 була створена спеціальна група проектувальників під керівництвом П. Ф. Муравйова. В результаті її інтенсивної роботи у кінці липня з воріт заводу вийшли дві САУ: ЗІС-30 і ЗІС-31. Перша була частиною 57-мм протитанкової гармати ЗІС, що оберталася-2, встановлену на арттягач А-20 «Комсомолець», а друга — ту ж гармату ЗІС-2, але на спеціально заброньованій тривісній вантажівці ГАЗ-ААА.
Порівняльні випробування двох машин, проведені в липні-серпні, показали, що ЗІС-31 при стрільбі стійкіша і має більшу купчастість в порівнянні із ЗІС-30. Проте вследствії того, що прохідність ЗІС-31 була значно нижча ЗІС-30, перевагу віддали останній. Згідно з наказом Ванникова завод № 92 з 1 вересня 1941 року повинен був почати серійне виробництво ЗІС-30, проте труднощі виникли там, де їх ніхто не чекав.
З'ясувалося, що завод № 37 в Москві — єдиний виробник тягачів «Комсомолець» — в серпні припинив їх серійне виробництво і цілком перемкнувся на випуск танків. Тому для виготовлення ЗІС-30 заводу № 92 довелося вилучати «Комсомольці» з військових частин і займатися ремонтом машин, що прийшли з фронту. В результаті цієї тяганини серійне виробництво САУ розпочалося тільки з 21 вересня.
Всього до 15 жовтня 1941 року заводом було виготовлено 101 машина ЗІС-30 з 57-мм гарматою ЗІС-2 (з урахуванням першої досвідченої машини) і одна ЗІС-30 з 45-мм протитанковою гарматою.

## Серійне виробництво
Виробництво машин стримувалося відсутністю тягачів «Комсомолець». Щоб якось вийти з цього положення, група Муравйова за своєю ініціативою на початку жовтня спроектувала САУ ЗІС-41. Вона була частиною обертової гармати ЗІС-2, встановленою на спеціально заброньований півгусеничний всюдихід ЗІС-22 (останній серійно випускався автозаводом ЗІС в Москві). Випробувана в листопаді 1941 року. ЗІС-41 показала непогані результати.
Проте до цього часу пушку ЗІС-2 знімалася з серійного виробництва через складність виготовлення труби ствола і високої вартості. Крім того, московський автозавод ЗІС евакуювався і не міг дати достатньої кількості всюдиходів ЗІС-22. Тому у кінці листопада 1941 року усі роботи по ЗІС-41 припинили. Остання спроба «реанімувати» ЗІС-30 була зроблена в січні 1942 року.
Група Муравйова оснастила першу досвідчену машину ЗІС-30 76-мм, що знаходилася на заводі, гарматою ЗІС-3 (усупереч численним публікаціям ця гармата була поставлена на серійне виробництво тільки у кінці грудня 1941 року замість 57-мм гармати ЗІС-2). Проте далі за заводські випробування цього зразка справа не пішла.
ЗІС-30 почали поступати у війська у кінці вересня 1941 року. Усі вони пішли на укомплектовування батарей ПТО в танкових бригадах Західного і Південно-західного фронтон (всього ними було укомплектовано близько 20 танкових бригад). До речі, в документах того часу досить складно відрізнити машину ЗІС-30 від 57-мм гармати ЗІС-2. Річ у тому, що заводський індекс ЗІС-30 не був відомий у військах і тому у військових зведеннях ці машини проходили як «57-мм гармат ПТО» — так само як і 57-мм гармати ЗІС-2.
Тільки і окремих документах вони згадуються як «самохідні 57-мм гармати ПТО». Проте, в перших же боях ЗІС-30 показали себе дуже добре. Так, вже 1 жовтня на пленумі артилерійського комітету Головного артилерійського управління (ГАУ) під головуванням Е. Сателя. доповіло «про успішне бойове застосування машин ЗІС-30». Проте, при тривалішій експлуатації у самохідності виявилася безліч недоліків. Так, до 15 квітня 1942 року в артгрудку ГАУ поступили відгуки з військових частин на 57-мм протитанкові гармати ЗІС-2 і ЗІС-30.
Відносно останньої, зокрема, було сказано наступне: «Машина нестійка, ходова частина переобтяжена, особливо задні візки, малий запас ходу і возимий боєкомплект, великі габарити, слабка захищеність моторної групи, не забезпечений зв'язок обслуги з водієм. Стрільба часто ведеться з піднятими сошниками, оскільки немає часу на розгортання, при цьому спостерігалися випадки перекидання машин». Проте, при усіх недоліках ЗІС-30 воювали і успішно боролися з ворожими танками.
Проте до літа 1942 роки у військах практично не залишилося цих машин. Частина з них була втрачена у боях, а частина вийшла з ладу зважаючи на поломки.

## Опис оснащення
Для наведення використовувався підйомний секторний механізм черв'ячного типу та поворотний механізм гвинтового типу, що забезпечував швидкість наводки 4 град/с. Зрівноважування ствола гармати компенсувалось за допомогою пружинного механізму тягального типу. При пострілі використовувався штатний приціл ПШ-2 або ОП2-55. Приціл ПП1-2 вокористовувався як для пострілів прямою наводкою, так і для пострілів з закритих вогневих позицій. Він складався з панорами та прицільної частини, з'єднаними між собою гвинтами.
Вертикальний клиновий затвор з півавтоматичним копірного типу дозволяв досягти до 25 пострілів за хвилину. Швидкість прицільної стрільби була 15 пострілів за хвилину. Кріплення гармати на марші забезпечувалось за допомогою кронштейна, щр встановлювався на даху кабіни САУ, та спеціального стопора, розташованого у кормі корпусу.
Для самооборони САУ використовувався штатний 7,62-мм кулемет ДТ, встановлений у кульовій опорі праворуч лобового листа кабіни.

## На фронті
САУ ЗІС-30 почали поступати у війська в кінці вересня 1941 року. Ними були вкомплектовані протитанкові батареї 20-ти танкових бригад Західного та Південно-Західного фронтів. Зазвичай у документах її називали так само як й гармату ЗІС-2: «57-мм гармата ПТО». САУ гарно себе зарекомендували. Це було в першу чергу пов'язано з тим, що у 1941 році 57-мм гармата ЗІС-2 пробивала броню всіх типів бронетехніки Вермахту. А рухливість установки давала можливість без проблем міняти вогневу позицію.
З іншого боку, в ході інтенсивного використання давались взнаки цілий ряд недоліків, котрі були знайдені ще на етапі випробувань. А саме: погана стійкість, перевантаження ходової частини, малий запас ходу, невеликий боєкомплект.
До літа 1942 року у військах практично не залишилось ЗІС-30. Частина машин була втрачена в боях, частина, вийшла з ладу з технічних причин.